# Żyła biodrowo-lędźwiowa

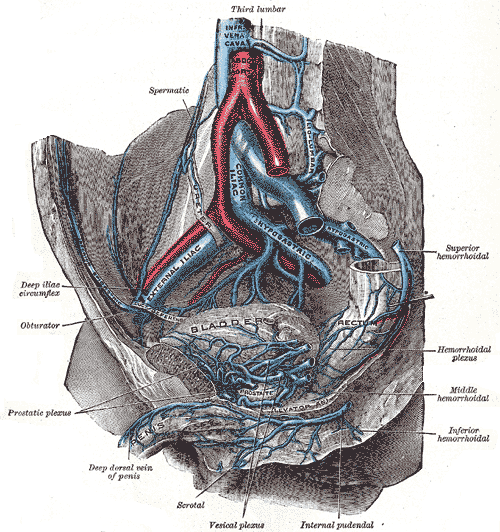
Żyły prawej połowy miednicy mężczyzny

Żyła biodrowo-lędźwiowa (łac. vena iliolumbalis) – w anatomii człowieka pień żylny zbierający krew z okolicy lędźwiowej i dołu biodrowego i uchodzący do żyły biodrowej wewnętrznej.

## Przebieg
Żyła biodrowo-lędźwiowa częściowo podwójnie towarzyszy tętnicy biodrowo-lędźwiowej biegnąc prawie pionowo ku dołowi, krzyżując od tyłu nerw zasłonowy oraz od przodu nerw lędźwiowo-krzyżowy i uchodzi pojedynczo do żyły biodrowej wewnętrznej.

## Odmiany
- dopływem może być żyła lędźwiowa V
- może uchodzić do żyły biodrowej wspólnej

## Zespolenia
- żyła głęboka okalająca biodro
- żyła lędźwiowa wstępująca
- żyła krzyżowa boczna

## Zastawki
Żyła biodrowo-lędźwiowa posiada liczne zastawki.